# Drapeau de Richmond (Virginie)
Le drapeau de Richmond est adopté en 1993 par la ville de Richmond, en Virginie, aux États-Unis. Le drapeau contient un champ bleu marine dans le quadrant supérieur des deux tiers avec deux bandes rouges et deux bandes blanches en dessous dans le tiers inférieur du drapeau. Il présente une silhouette d'une personne travaillant sur un bateau de la James River sur la James River.

## Histoire
Un comité municipal dirigé par le conseiller municipal du Deuxième district (Second District Councilman) Benjamin A. Warthen présente la conception, qui était basée sur une proposition soumise par Michael Davis, membre du comité et graphiste chez Heilig-Meyers Co. Le nouveau drapeau de Richmond est porté par bateau à la cérémonie d'inauguration sur Brown's Island le 24 novembre 1993.

## Symbolisme
Le batelier est une représentation graphique d'une statue de bronze de 14 pieds (4,3 m) de haut appelée « The Headman » qui se dresse sur Brown's Island et commémore la contribution afro-américaine aux voies navigables de Richmond. Les neuf étoiles sur le drapeau représentent les neuf États qui faisaient autrefois partie du territoire de la Virginie : la Virginie-Occidentale, l'Ohio, le Kentucky, le Minnesota, l'Illinois, le Wisconsin, le Michigan et l'Indiana.

## Accueil
Dans un sondage datant de 2004 publié par l'Association nord-américaine de vexillologie, le drapeau de Richmond est classé 15e meilleur drapeau des États-Unis.